# Erio Asinio
Erio Asinio (in latino Herius Asinius; ... – 90 a.C.) è stato un condottiero e magistrato dei Marrucini, uno dei principali capi militari degli Italici nelle prime fasi della Guerra sociale (90-88 a.C.).

## Biografia
Non si sa molto della biografia di Erio Asinio. Appartenente a un'eminente famiglia di Teate (odierna Chieti), ricoprì incarichi importanti fra la sua gente: Tito Livio lo definiva «praetor Marrucinorum» nel libro LXXIII della sua Storia di Roma di cui però è rimasta la sola epitome. I Marrucini, come peraltro la gran parte delle altre popolazioni italiche alleate dei romani (socii), pur conservando una certa autonomia interna, aderivano completamente alla politica della repubblica romana per cui iniziarono a rivendicare la cittadinanza romana. L'uccisione di Livio Druso (91 a.C.), il politico romano che aveva proposto l'estensione della cittadinanza romana agli abitanti dell'Italia peninsulare, convinse gli Italici che non fosse possibile ottenere tale riconoscimento con mezzi pacifici spingendoli all'insurrezione armata («Guerra sociale»). Secondo la testimonianza di Velleio Patercolo, di Appiano e di Eutropio, Erio Asinio fu fra i più autorevoli capi dell'esercito italico confederato. Sconfitto da Caio Mario, perdette la vita in battaglia.
Si ritiene fosse il nonno di Gaio Asinio Pollione. Asinio Pollione si vantava di essere suo nipote e diede al figlio il nome di Erio.
La città di Chieti gli ha dedicato la strada della circonvallazione ovest.